# Chanteloup (Manche)
Pour les articles homonymes, voir Chanteloup.
Ne doit pas être confondu avec Canteloup (Manche).
Chanteloup est une commune française, située dans le département de la Manche en région Normandie, peuplée de 393 habitants.

## Géographie

### Localisation
| Bréhal                         | Bréhal, Cérences | Cérences |
| Bréhal                         | Chanteloup       | Cérences |
| Coudeville-sur-Mer, Hudimesnil | Hudimesnil       | Cérences |

### Hydrographie
La commune est située dans le bassin Seine-Normandie. Elle est drainée par la Vanlée, le ruisseau de la Chaussee, le cours d'eau 01 du Village Fontaine et le fossé 01 du Château de Chanteloup,,.
La Vanlée, d'une longueur de 16 km, prend sa source dans la commune de Hudimesnil et se jette  dans le golfe de Saint-Malo à Bréhal, après avoir traversé quatre communes. 

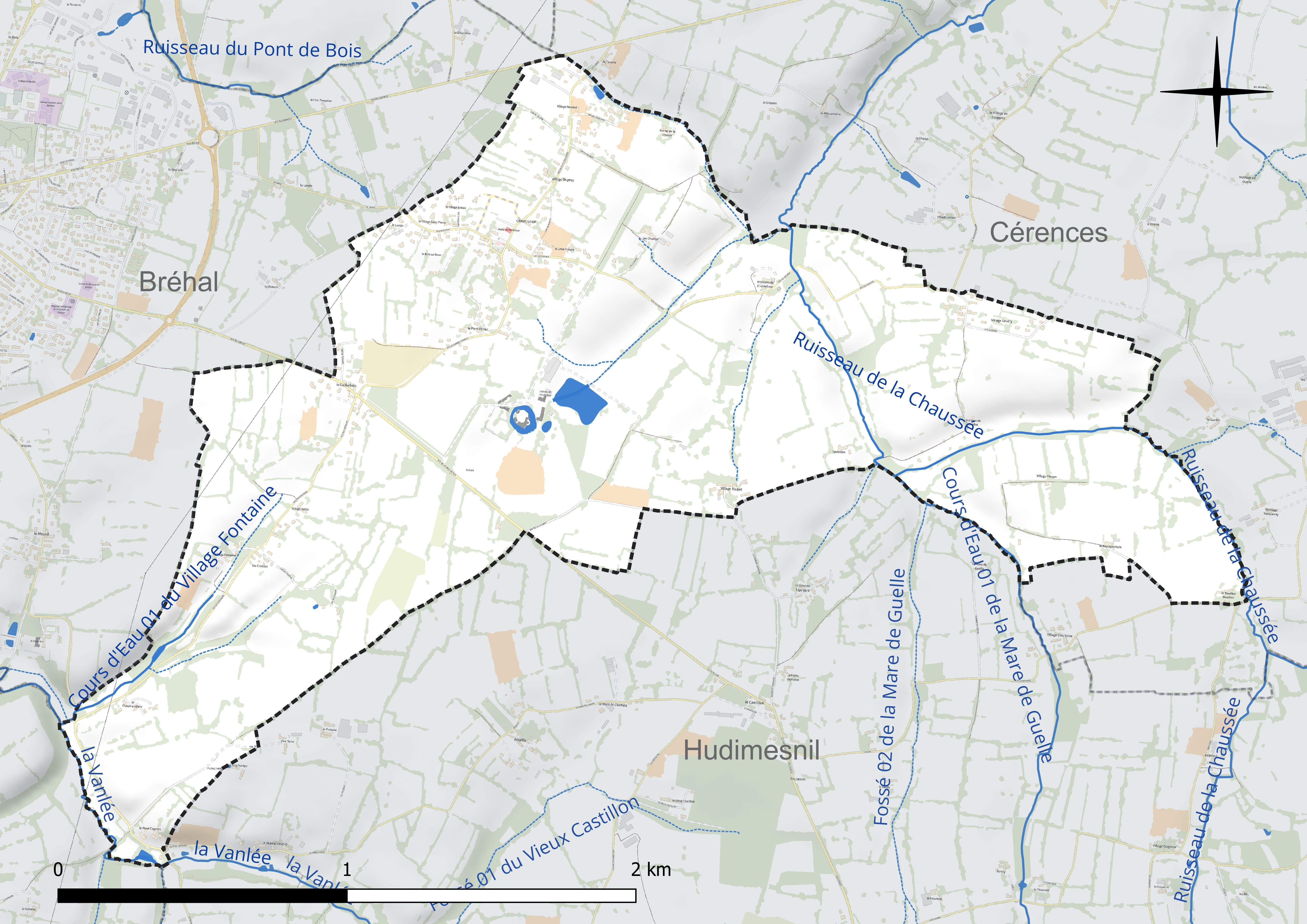
Réseau hydrographique de Chanteloup.

### Climat
Pour des articles plus généraux, voir Climat de la Normandie et Climat de la Manche.
En 2010, le climat de la commune est de type climat océanique franc, selon une étude du CNRS s'appuyant sur une série de données couvrant la période 1971-2000. En 2020, Météo-France publie une typologie des climats de la France métropolitaine dans laquelle la commune est exposée à un climat océanique et est dans la région climatique  Normandie (Cotentin, Orne), caractérisée par une pluviométrie relativement élevée (850 mm/a) et un été frais (15,5 °C) et venté. Parallèlement le GIEC normand, un groupe régional d’experts sur le climat, différencie quant à lui, dans une étude de 2020, trois grands types de climats pour la région Normandie, nuancés à une échelle plus fine par les facteurs géographiques locaux. La commune est, selon ce zonage, exposée à un « climat maritime », correspondant au Cotentin et à l'ouest du département de la Manche, frais, humide et pluvieux, où les contrastes pluviométrique et thermique sont parfois très prononcés en quelques kilomètres quand le relief est marqué.
Pour la période 1971-2000, la température annuelle moyenne est de 11 °C, avec une amplitude thermique annuelle de 11,7 °C. Le cumul annuel moyen de précipitations est de 931 mm, avec 14 jours de précipitations en janvier et 8,4 jours en juillet. Pour la période 1991-2020, la température moyenne annuelle observée sur la station météorologique la plus proche, située sur la commune de Longueville à 7 km à vol d'oiseau, est de 11,9 °C et le cumul annuel moyen de précipitations est de 802,4 mm,. Pour l'avenir, les paramètres climatiques de la commune estimés pour 2050 selon différents scénarios d’émission de gaz à effet de serre sont consultables sur un site dédié publié par Météo-France en novembre 2022.

## Urbanisme

### Typologie
Au 1er janvier 2024, Chanteloup est catégorisée commune rurale à habitat dispersé, selon la nouvelle grille communale de densité à sept niveaux définie par l'Insee en 2022.
Elle appartient à l'unité urbaine de Bréhal, une agglomération intra-départementale regroupant trois communes, dont elle est une commune de la banlieue,,. Par ailleurs la commune fait partie de l'aire d'attraction de Granville, dont elle est une commune de la couronne,. Cette aire, qui regroupe 34 communes, est catégorisée dans les aires de moins de 50 000 habitants,.

### Occupation des sols
L'occupation des sols de la commune, telle qu'elle ressort de la base de données européenne d’occupation biophysique des sols Corine Land Cover (CLC), est marquée par l'importance des territoires agricoles (90,8 % en 2018), en diminution par rapport à 1990 (100 %).
La répartition détaillée en 2018 est la suivante : prairies (47,3 %), terres arables (29 %), zones agricoles hétérogènes (14,6 %), zones urbanisées (9,2 %).
L'évolution de l’occupation des sols de la commune et de ses infrastructures peut être observée sur les différentes représentations cartographiques du territoire : la carte de Cassini (XVIIIe siècle), la carte d'état-major (1820-1866) et les cartes ou photos aériennes de l'IGN pour la période actuelle (1950 à aujourd'hui).

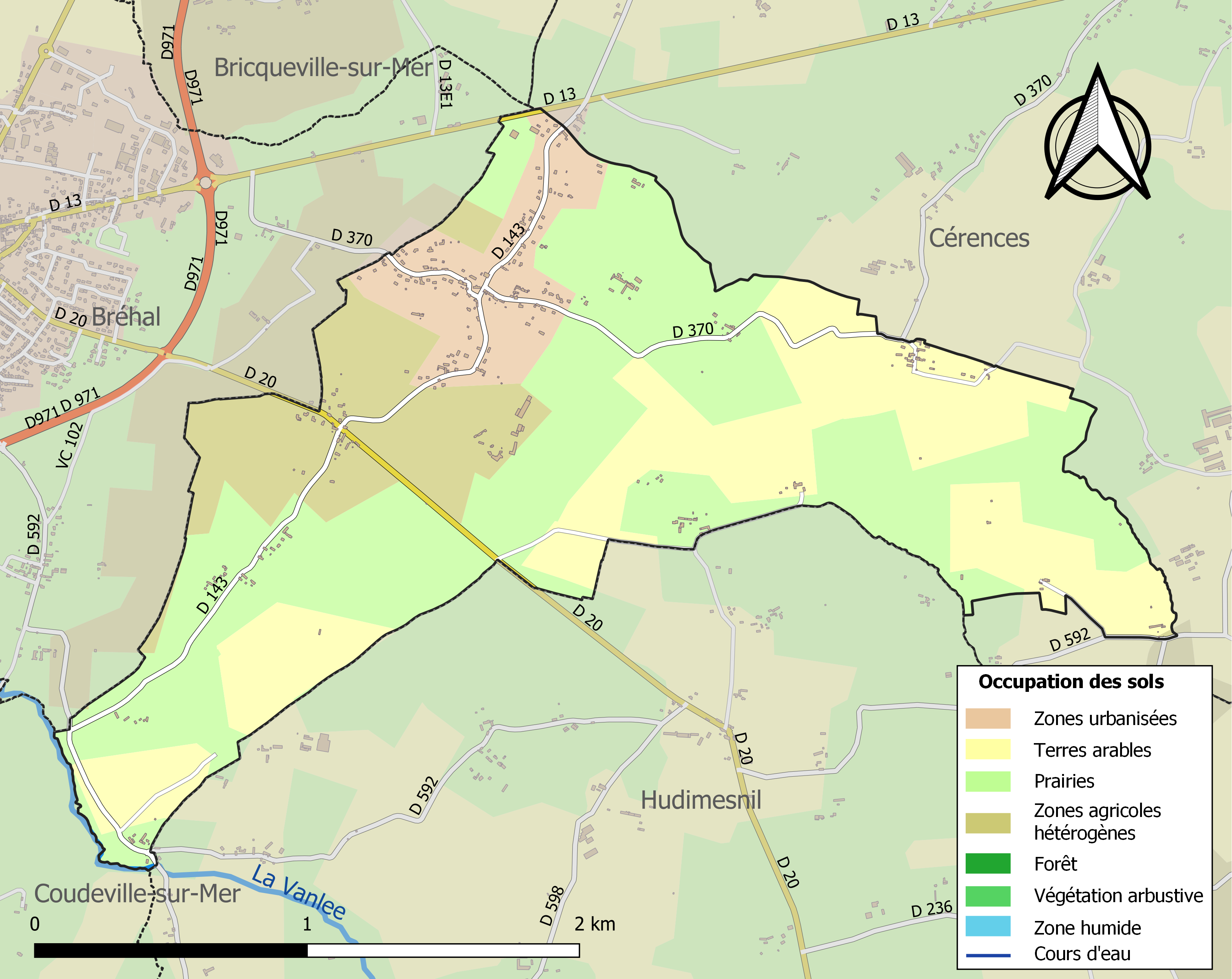
Carte des infrastructures et de l'occupation des sols de la commune en 2018 (CLC).

## Toponymie
Le nom de la localité est attesté sous les formes villa quę dicitur Chantelou entre 1022 et 1026, Fulcho Paginellus, vavassor de Chantelo en 1172, Cantelou en 1205, Cantu lupi vers 1280, ecclesia de Cantulupi en 1332, Cantus lupi en 1351 et en 1352, Chantelou 1418Rô, Chãteloup en 1716, Chanteloup en 1719.
Toponyme médiéval issu de l'ancien français chante lou « chante loup ». Ce type toponymique, très répandu, désignerait des endroits où l'on pouvait entendre le hurlement des loups.
On notera l'appellation de Chanteloup-sur-Corbigni en 1828 , attribuable à Louis Du Bois, et visant à distinguer cette commune de Chanteloup dans l'Eure.
Le gentilé est Chanteloupais.

## Histoire

### Moyen Âge
Un seigneur de Chanteloup fut l'un des compagnons de Guillaume le Conquérant et construisit le château fort. Guillaume, Robert et Foulques de Chanteloup accompagnèrent le duc de Normandie Robert Courteheuse à la première croisade (1096-1099).
Dans la première moitié du XVe siècle, Chanteloup a pour dame, Jeanne Paisnel (1402-1437), également dame de Hambye, Bricquebec, Gacé et Moyon.

### Révolution française et Empire
À la Révolution, Pierre Duprey, seigneur et patron de Chanteloup, conseiller du roi, et Jacques-André Pimor, laboureur, représentèrent Chanteloup à l'Assemblée primaire de Cérences.

## Politique et administration
| Période                                  | Période   | Identité           | Étiquette | Qualité                   |
| ---------------------------------------- | --------- | ------------------ | --------- | ------------------------- |
| 1995                                     | mars 2008 | Maurice Thomas     | SE        |                           |
| mars 2008                                | En cours  | Denis Lebouteiller | SE        | Fonctionnaire des douanes |
| Les données manquantes sont à compléter. |           |                    |           |                           |

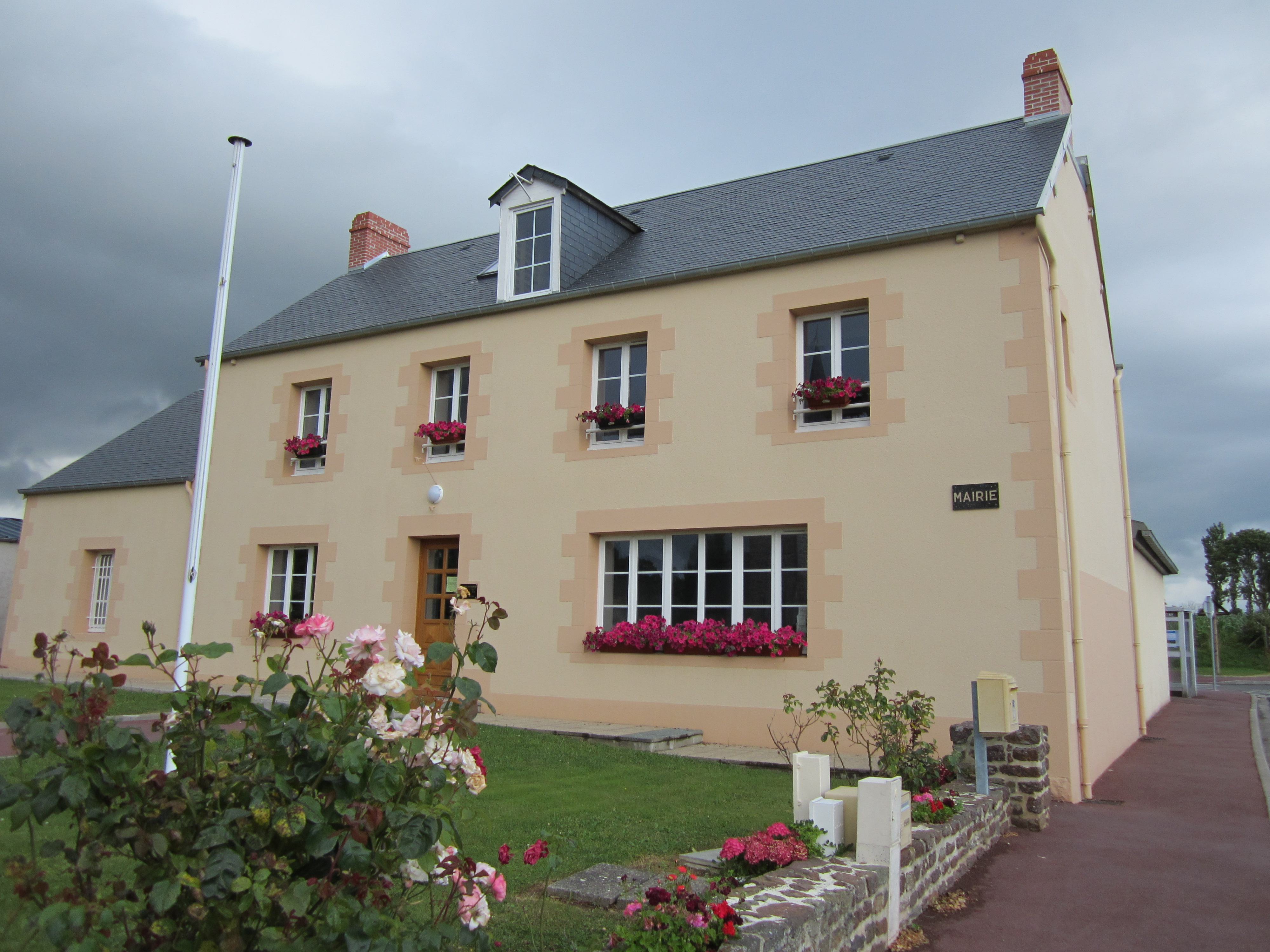
La mairie.

Le conseil municipal est composé de onze membres dont le maire et deux adjoints.

## Démographie
L'évolution du nombre d'habitants est connue à travers les recensements de la population effectués dans la commune depuis 1793. Pour les communes de moins de 10 000 habitants, une enquête de recensement portant sur toute la population est réalisée tous les cinq ans, les populations de référence des années intermédiaires étant quant à elles estimées par interpolation ou extrapolation. Pour la commune, le premier recensement exhaustif entrant dans le cadre du nouveau dispositif a été réalisé en 2004.
En 2022, la commune comptait 393 habitants, en évolution de +10,7 % par rapport à 2016 (Manche : −0,31 %, France hors Mayotte : +2,11 %).
| 1793 | 1800 | 1806 | 1821 | 1831 | 1836 | 1841 | 1846 | 1851 |
| ---- | ---- | ---- | ---- | ---- | ---- | ---- | ---- | ---- |
| 527  | 623  | 576  | 560  | 506  | 518  | 503  | 507  | 469  |

| 1856 | 1861 | 1866 | 1872 | 1876 | 1881 | 1886 | 1891 | 1896 |
| ---- | ---- | ---- | ---- | ---- | ---- | ---- | ---- | ---- |
| 435  | 397  | 392  | 376  | 361  | 362  | 338  | 301  | 302  |

| 1901 | 1906 | 1911 | 1921 | 1926 | 1931 | 1936 | 1946 | 1954 |
| ---- | ---- | ---- | ---- | ---- | ---- | ---- | ---- | ---- |
| 283  | 254  | 254  | 213  | 203  | 222  | 216  | 200  | 223  |

| 1962 | 1968 | 1975 | 1982 | 1990 | 1999 | 2004 | 2006 | 2009 |
| ---- | ---- | ---- | ---- | ---- | ---- | ---- | ---- | ---- |
| 204  | 190  | 149  | 159  | 185  | 241  | 277  | 289  | 325  |

| 2014 | 2019 | 2022 | - | - | - | - | - | - |
| ---- | ---- | ---- | - | - | - | - | - | - |
| 351  | 359  | 393  | - | - | - | - | - | - |

## Culture locale et patrimoine

### Lieux et monuments
- L'église Saint-Pierre des XIIe, XVe – XVIIIe siècles, avec une nef du XIIe, un chœur avec fenêtres et mur absidial à pans coupés (XVIIIe) et un clocher à pans coupés en forme conique. Elle abrite deux statues classées au titre objet aux monuments historiques : une Vierge à l'Enfant du XVe[36] et une statue de sainte Barbe du XVe ou du XVIe siècle, découverte en 2003[37]. L'église dépend de la paroisse Notre-Dame-de-l'Espérance du doyenné du Pays de Granville-Villedieu[38].
- Ancien presbytère près de l'église.
- Le château de Chanteloup des XIe, XIVe, XVe – XVIe siècles, vestiges d'un ancien château fort auquel est adjoint un château de style Renaissance. Polygone entouré de douves formées par un étang artificiel et logis Renaissance à deux ailes décoré à l'italienne. L'ensemble est totalement protégé aux monuments historiques[39].
- Ancien moulin.

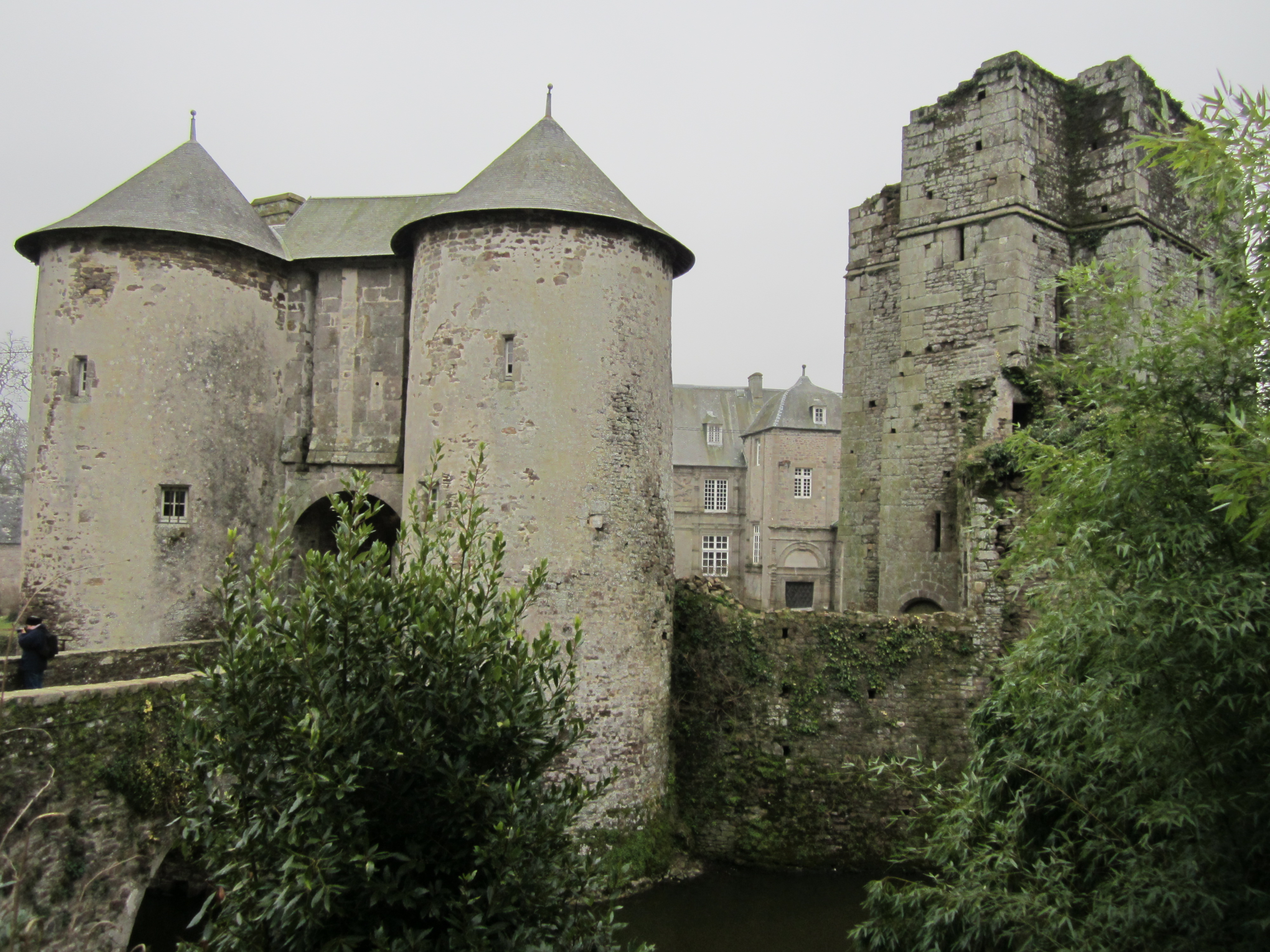
Le château de Chanteloup.
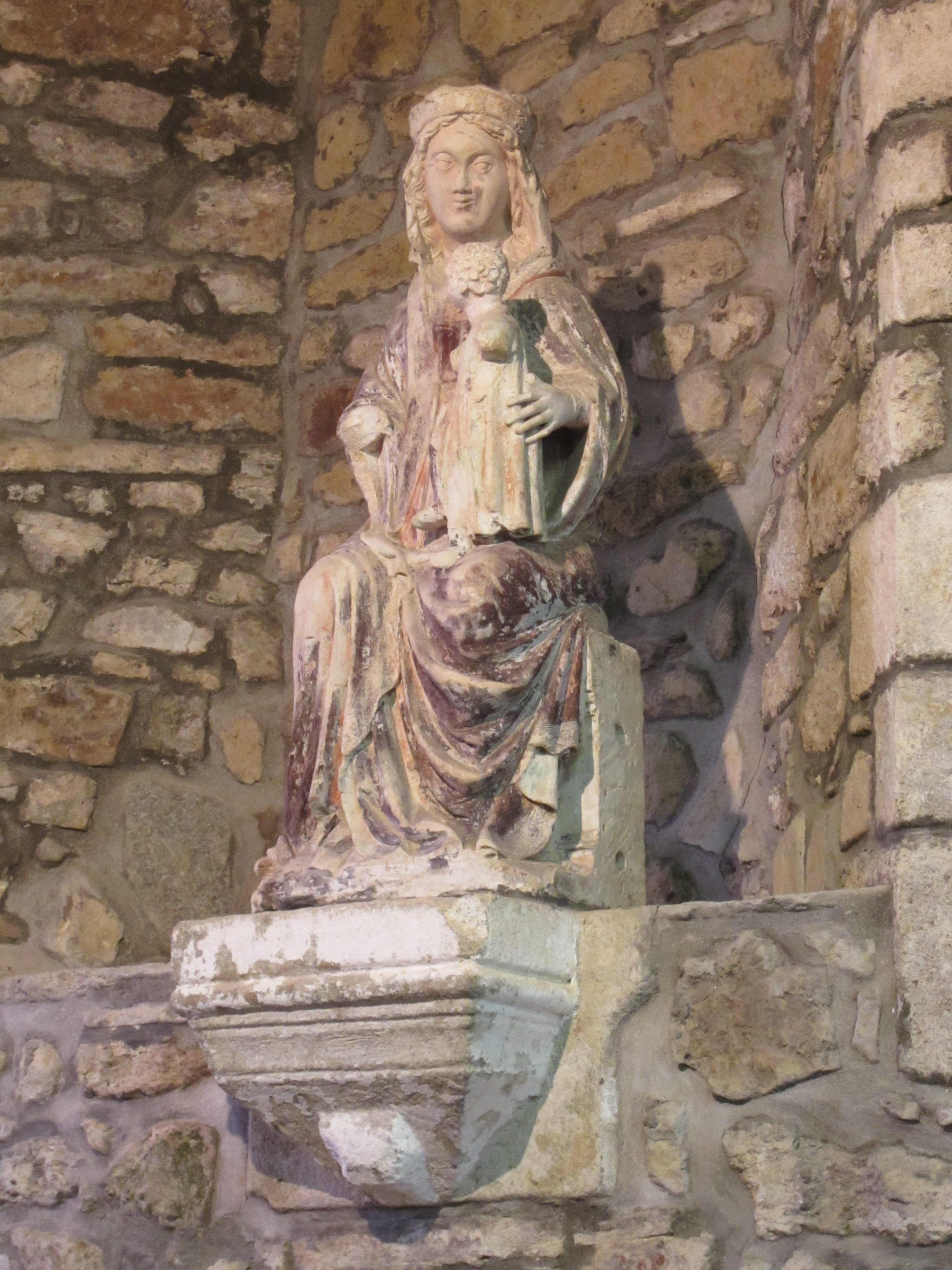
La Vierge à l'Enfant.
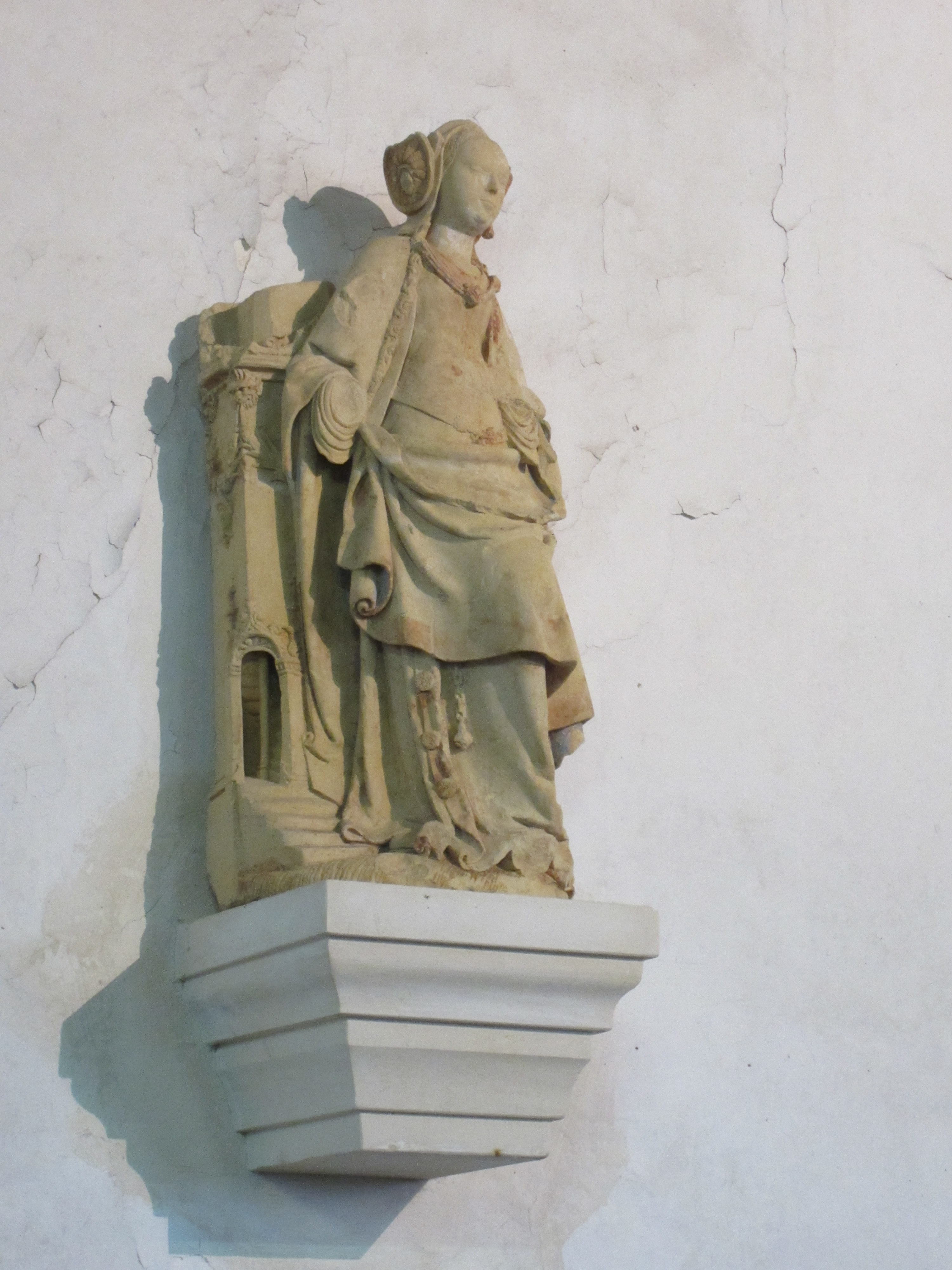
La statue de sainte Barbe.

### Personnalités liées à la commune
- Prosper Môquet (1897 à Chanteloup - 1986 à Bréhal)[29], homme politique. Il est le père de Guy Môquet, jeune communiste fusillé en 1941 à 17 ans et le frère de Rosalie Godard (1904 à Chanteloup - 1944), déportée à Ravensbrück où elle décède.